# Hoplitis brevifurca
Hoplitis brevifurca là một loài Hymenoptera trong họ Megachilidae. Loài này được Benoist mô tả khoa học năm 1934.